# Konstantinos Paspatis
Konstantinos Paspatis fue un tenista griego que compitió en los Juegos Olímpicos de Atenas de 1896.
Paspatis ganó la medalla de bronce en el torneo de individuales. En la primera ronda venció al británico George S. Robertson. Su siguiente oponente fue su compatriota Aristidis Akratopoulos, al que también venció. En semifinales fue eliminado por el futuro campeón John Pius Boland. Como en ese momento no se disputaba partido por el bronce Paspatis y Momcsilló Tapavicza de Hungría son considerados terceros.
En el torneo de dobles, Paspatis y su compañero Evangelos Rallis (también de Grecia)) fueron eliminados en primera ronda por Dionysios Kasdaglis y Demetrios Petrokokkinos.
- Datos: Q439861